# Dragons Lair Névé
Il Dragons Lair Névé (in lingua inglese: nevaio tana del drago) è un nevaio antartico che si estende su di una superficie di circa 65 km2, delimitato dal Monte Griffith, dal Monte Pulitzer, dal Taylor Ridge e dal Ghiacciaio Vaughan. Il nevaio è situato nelle Hays Mountains, catena montuosa che fa parte dei Monti della Regina Maud, in Antartide. 
Fu mappato nel 1960-64 dalla United States Geological Survey (USGS ) sulla base di ispezioni in loco e utilizzando le fotografie aeree scattate dalla U.S. Navy.
Nel novembre 1987, il nevaio fu sede di accampamento di una spedizione geologica dell'Università statale dell'Arizona nel corso del Programma Antartico degli Stati Uniti d'America, che ne propose il nome in quanto l'area è circondata da picchi montuosi e dominata dal Monte Pulitzer, il cui profilo ricorda l'aspetto favoloso di un drago.